# Pseudacrossus kalabi
Pseudacrossus kalabi är en skalbaggsart som beskrevs av Kral 1997. Pseudacrossus kalabi ingår i släktet Pseudacrossus och familjen Aphodiidae. Inga underarter finns listade i Catalogue of Life.